# Летний сад имени Горького
Ле́тний сад имени М. Го́рького — один из главных и старейших парков Ижевска. Расположен в историческом центре города, на берегу Ижевского пруда, между улицами Милиционной и Максима Горького.

## История
Сад на берегу Ижевского пруда появился в 1857 году. Его появление связывается с постройкой в 1854 году казённого Генеральского дома архитектором Иваном Коковихиным. Эта усадьба, именовавшаяся также дворцом, называлась «Казённый дом № 15», и в ней проживали командиры Ижевского оружейного завода. Здесь во время своего визита на Ижевский завод останавливался даже император Александр I. Летний сад с клумбами и аллеями был разбит вокруг Генеральского дома и был закрыт от прочих жителей. Здесь также проводились различные мероприятия, в которых участвовали офицеры завода и местная интеллигенция. Мастеровые с завода также допускались на эти мероприятия, но должны были являться в своих кафтанах с золотыми галунами.
После Октябрьской революции сад был открыт для всех желающих. Здесь был построен пользовавшийся популярностью Летний театр, играл духовой оркестр, проводились народные гуляния, танцы, лотереи, устраивались фейерверки. Здесь даже была своя пристань. После того, как в Летнем театре 31 мая 1928 года была поставлена пьеса На дне Максима Горького, писателю была отправлена поздравительная телеграмма, на что он прислал свой портрет с пожеланием
«Товарищам ижевцам — привет и пожелание бодрости духа! Максим Горький, 16.VI.28 г.»
После этого в 1928 году Летний сад был назван в честь Максима Горького. Портрет Горького, однако, не сохранился. После смерти писателя в Саду установили его памятник. Летом 1938 года в центре ротонды была установлена статуя Сталина.
В 1940-х годах в Летнем саду появился первый аттракцион — деревянные качели.
В 1951 году была построена ограда сада с колоннами, воротами, украшенными воинской геральдикой, и кассовыми павильонами (архитектор В. С. Масаевич).
В 1960-х годах были установлены карусели, причём особенно популярными стали «Вихрь», «Орбита» и «Ромашка». В 1970-е годы в Сад начали приезжать чешские «Луна-парки».

## Галерея
- Памятник М. Горькому
- Ротонда в Саду
- Советская скульптура и колесо обозрения в парке
- Вид на набережную и парк со стороны Ижевского пруда
- Старое колесо обозрения
- Вид на парк с высоты старого колеса обозрения
- Вид на парк с высоты нового колеса обозрения
- Вид на парк с высоты